# Drive (Schlagtechnik)
Die Drive-Schlagtechnik ist eine Technik, die in mehreren Sportarten eine bedeutende Rolle im Angriff darstellt, vor allem im Tennis, Badminton, Volleyball aber auch im Golfsport. Im Gegensatz zu den Schmetterbällen wird der Drive nicht mit Maximalkraft ausgeführt, dagegen oftmals mit einer starken Rotationskomponente. Der eigentliche Effekt des Drives wird meist aus dem Handgelenk erzielt.

## Tennis

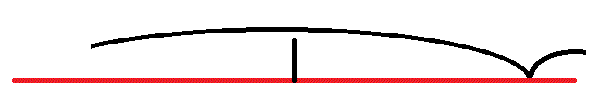
Schematische Darstellung der Flugbahn eines Driveschlages im Tennis

Streuung eines Drive-Schlages aus der Mitte der Grundlinie

Der Drive ist die am häufigsten verwendete Vor- und Rückhandschlagtechnik im Tennis. Im Englischen wird der Drive auch als Flat bezeichnet.

### Schlagtechnik
Beim Drive wird der Ball nur mit einer leichten Aufwärtsbewegung des Schlägers geschlagen. Durch diese Schlagart erhält der Ball maximales Tempo, jedoch nur wenig oder gar keinen Spin. Dadurch fällt der Ball auf der anderen Seite des Netzes nur durch den auf den Ball einwirkenden Luftwiderstand und der Schwerkraft in das Feld. Durch zu viel Kraftaufwand kann es vorkommen, dass ein geschlagener Ball hinter die Grundlinie hinaus fliegt. Dadurch wird es beim Profitennis häufig gesehen, dass der Drive zusammen mit einem leichten Topspin gespielt wird. Dadurch landen auch mit sehr hohem Kraftaufwand geschlagene Drivebälle im Feld des Gegners.

### Taktische Verwendung
Der Drive ist zwar nach dem Aufschlag und dem Schmetterball der schnellste Ball im Tennis, jedoch ist es für den Gegner einfach den Ball zu retournieren, da er nahezu keinen Spin hat. Auch von der Mitte der Grundlinie aus wird der Drive eher selten gespielt, da er ein extremes Winkelspiel nicht erlaubt. Als Grundlinien- oder Angriffsschlag wird der Drive meist dazu verwendet, einen Winner zu schlagen (D.h. einen direkten Punkt zu erzielen). Auch als Passierball ist der Drive geeignet, da er dem am Netz stehenden Gegner eine sehr hohe Reaktion abverlangt.

## Golf
Der Drive ist der längste Schlag im Golf. Longhitter schlagen dabei den Ball auf eine Weite von über 300 Meter (Rekord: 471 m, mit 50 km/h Rückenwind). „Kurze“ Spieler benutzen einen Driver bereits für ein Loch ab 140 m, während gute und geübte Spieler den Drive erst ab einem Par-4 einsetzen.

### Besonderheiten
Der Drive wird mit dem Driver geschlagen. Dabei versucht der Spieler, den Golfball auf eine maximale Distanz auf das Fairway oder sogar auf das Green zu spielen. Um eine maximale Weite zu erreichen, wird der Golfball (auf dem Tee) erst in der Aufwärtsbewegung des Schlägers getroffen um den Backspin zu minimieren.

### Taktische Verwendung
Auf langen Löchern wird versucht, mit dem Driver einen möglichst langen Abschlag zu haben, damit man mit dem nächsten Schlag aufs Grün gelangen kann. Golfplatzarchitekten legen die Löcher und die Fairways so an, dass sich in durchschnittlichen Drive-Distanzen oft Bunker oder andere Hindernisse befinden. Dann kann es taktisch sinnvoll sein, einen kürzeren Schläger zu verwenden (Vorlegen). Longhitter dagegen versuchen, das Hindernis zu überspielen. Eher selten wird der Driver verwendet, um einen Ball in einer schlechten Lage, wie an der Grenze zwischen Grün und Vorgrün bzw. Vorgrün und Semirough, anstatt des Putters zu spielen.

## Badminton
Im Badminton wird ein schneller, flacher Ball, der auf Augenhöhe über das Netz geschlagen wird, als Drive bezeichnet.

### Schlagtechnik
Der Drive wird auf Augenhöhe knapp und flach über das Netz geschlagen. Meist wird hierbei der sogenannte Rushgriff verwendet und zur Ballbeschleunigung das Handgelenk mit eingesetzt.

### Taktische Anwendung
Auf einen guten Driveschlag kann der Gegner entweder mit einem Gegendrive oder mit einem langsam geschlagenen Clear oder Drop antworten. Sollte der Drive etwas zu hoch geraten, besteht jedoch die Möglichkeit, dass der Gegner den Ball schmettert.

## Volleyball
Im Volleyball gehört der Drive neben Smash (Schmetterball), Cut (kurzer diagonaler Schlag) und Poke-Shot (Stoß, Schubs) zu den vier Angriffstechniken. Beim Drive soll der Ball aus der Überspannung bogenförmig mit starker Rotation über das Netz bzw. den Block ins gegnerische Feld geschlagen werden.

### Schlagtechnik
Der Bewegungsablauf beim Drive entspricht größtenteils dem beim Schmetterball. Unterschiede zum Smash sind der senkrecht gestreckte Schlagarm für maximale Abschlaghöhe bei hoher Ellbogenhaltung und reduzierter Schlaghärte bei maximalem Handgelenkseinsatz. Der Treffpunkt des Balles sollte dabei möglichst senkrecht über dem Kopf sein.

### Taktische Verwendung
Der Gegner sollte möglichst spät oder am besten gar nicht erkennen, für welche Art des Angriffsschlages der Spieler sich entscheidet und ob der Schlag hart oder locker ausgeführt wird.